# Ndumu
Ndumu (auch Bandoumou, Doumbou, Dumbu, Lendumu, Mindoumou, Mindumbu, Minduumo, Ndumbo, Ndumbu, Nduumo, Ondoumbo und Ondumbo) ist eine Bantusprache und wird von circa 4310 Angehörigen der Bandoumu in Gabun gesprochen (Zensus 2000).
Sie ist in der Provinz Haut-Ogooué nördlich von Franceville verbreitet.

## Klassifikation
Ndumu ist eine Nordwest-Bantusprache und gehört zur Mbere-Gruppe, die als Guthrie-Zone B60 klassifiziert wird.
Ndumu hat die Dialekte Epigi, Kanandjoho, Kuya und Nyani.